# Liste von Chloralkali-Elektrolyseanlagen
Diese Liste enthält eine Auswahl der weltweiten Chloralkali-Elektrolyseanlagen. Hierbei wird die jeweilige Prozessart unterschieden, „Hg“ für das Amalgamverfahren, „D“ für das Diaphragmaverfahren und „M“ für das Membranverfahren.

## Europa
Quelle:
| Anlage                 | Land           | Betreiber                 | davon Hg | Kapazität Chlor (in 1000 t) | davon D | davon M | davon Rest |
| ---------------------- | -------------- | ------------------------- | -------- | --------------------------- | ------- | ------- | ---------- |
| Stade                  | Deutschland    | Dow                       |          | 1624                        | 1024    | 600     |            |
| Runcorn                | Großbritannien | Runcorn NCP               |          | 225                         |         | 225     |            |
| Rotterdam-Botlek       | Niederlande    | Nobian                    |          | 637                         |         | 637     |            |
| Dormagen               | Deutschland    | Covestro                  |          | 480                         |         | 400     | 80         |
| Antwerpen              | Belgien        | Inovyn (INEOS)            |          | 500                         |         | 500     |            |
| Tessenderlo            | Belgien        | Vynova                    |          | 400                         |         | 400     |            |
| Ludwigshafen           | Deutschland    | BASF                      |          | 595                         |         | 315     | 280        |
| Leverkusen             | Deutschland    | Covestro                  |          | 390                         |         | 390     |            |
| Lavera                 | Frankreich     | Kem One                   |          | 341                         |         | 341     |            |
| Tavaux                 | Frankreich     | Inovyn (INEOS)            |          | 370                         |         | 370     |            |
| Fos                    | Frankreich     | Kem One                   |          | 333                         | 178     | 155     |            |
| Kazincbarcika          | Ungarn         | BorsodChem                |          |                             |         | 384     | 96         |
| Uerdingen              | Deutschland    | Covestro                  |          | 290                         |         | 290     |            |
| Marl                   | Deutschland    | Vestolit                  |          | 260                         |         | 260     |            |
| Rafnes (Bamble)        | Norwegen       | Inovyn (INEOS)            |          | 315                         |         | 315     |            |
| Schkopau               | Deutschland    | Dow                       |          | 253                         |         | 253     |            |
| Knapsack               | Deutschland    | Westlake Vinnolit         |          | 250                         |         | 250     |            |
| Rheinberg              | Deutschland    | Inovyn (INEOS)            |          | 220                         | 110     | 110     |            |
|                        |                |                           |          |                             |         |         |            |
| Włocławek              | Polen          | Anwil                     |          | 195                         |         | 195     |            |
| Brzeg Dolny            | Polen          | PCC Rokita                |          | 210                         |         | 210     |            |
| Brunsbüttel            | Deutschland    | Covestro                  |          | 220                         |         |         | 220        |
| Vila-seca              | Spanien        | Ercros                    |          | 172                         |         | 172     |            |
| Gendorf                | Deutschland    | Westlake Vinnolit         |          | 205                         |         | 205     |            |
| Jemeppe-sur-Sambre     | Belgien        | Inovyn (INEOS)            |          | 174                         |         | 174     |            |
| Le Pont-de-Claix       | Frankreich     | Vencorex                  |          | 118                         |         | 118     |            |
| Frankfurt              | Deutschland    | Nobian                    |          | 283                         |         | 283     |            |
| Rosignano Marittimo    | Italien        | Inovyn (INEOS)            |          | 150                         |         | 150     |            |
| Lülsdorf               | Deutschland    | Evonik                    | 77       | 77                          |         |         |            |
| Palos de la Frontera   | Spanien        | Electroquimica Onubense   |          | 44                          |         | 44      |            |
| Ibbenbüren             | Deutschland    | Neolyse                   |          | 82                          |         | 82      |            |
| Estarreja              | Portugal       | Bondalti                  |          | 142                         |         | 94      | 48         |
| Delfzijl               | Niederlande    | Nobian                    |          | 121                         |         | 121     |            |
| Stenungsund            | Schweden       | Inovyn (INEOS)            |          | 123                         |         | 123     |            |
| Râmnicu Vâlcea         | Rumänien       | Chimcomplex               |          | 106                         |         | 106     |            |
| Bitterfeld             | Deutschland    | Nobian                    |          | 99                          |         | 99      |            |
| Borzești               | Rumänien       | Chimcomplex               |          | 102                         |         | 102     |            |
| Bergen op Zoom         | Niederlande    | Sabic                     |          | 89                          |         | 89      |            |
| Monzon                 | Spanien        | Quimica del Cinca         |          | 60                          |         | 60      |            |
| Vilaseca               | Spanien        | Ercros                    |          | 172                         |         | 172     |            |
| Joutseno               | Finnland       | Kemira                    |          | 75                          |         | 75      |            |
| Thann                  | Frankreich     | Vynova                    |          | 42                          |         | 42      |            |
| Jarrie                 | Frankreich     | Arkema                    |          | 75                          |         | 75      |            |
| Brückl                 | Österreich     | Donau Chemie              |          | 75                          |         | 75      |            |
| Torrelavega            | Spanien        | Bondalti                  |          | 60                          |         | 60      |            |
| Ústí nad Labem         | Tschechien     | Spolchemie                |          | 78                          |         | 78      |            |
| Gersthofen             | Deutschland    | CABB                      |          | 57                          |         | 55      | 2          |
| Burghausen             | Deutschland    | Wacker Chemie             |          | 55                          |         | 55      |            |
| Santa Cruz de Tenerife | Spanien        | Biomca Quimica            |          | 5                           |         | 5       |            |
| Sarpsborg              | Norwegen       | Borregård                 |          | 45                          |         | 45      |            |
| Pomblière              | Frankreich     | MSSA                      |          | 42                          |         |         | 42         |
| Pieve Vergonte         | Italien        | Altair Chimica            |          | 42                          |         | 42      |            |
|                        |                |                           |          |                             |         |         |            |
| Volterra               | Italien        | Altair Chimica            |          | 75                          |         | 75      |            |
|                        |                |                           |          |                             |         |         |            |
| Monzón                 | Spanien        | Química del Cinca         |          | 60                          |         | 60      |            |
| Sabiñánigo             | Spanien        | Ercros                    |          | 45                          |         | 45      |            |
| Pratteln               | Schweiz        | CABB                      |          | 47                          |         | 47      |            |
| Bussi sul Tirino       | Italien        | Società Chimica Bussi     |          | 18                          |         | 18      |            |
| Assemini               | Italien        | Luigi Conti Vecchi        |          | 27                          |         | 27      |            |
|                        |                |                           |          |                             |         |         |            |
| Saint-Auban            | Frankreich     | Arkema                    |          | 20                          |         | 20      |            |
| Inofita Viotias        | Griechenland   | Kapachim                  |          | 11                          |         | 11      |            |
| Campochiaro            | Italien        | Fater S.p.A.              |          | 20                          |         | 20      |            |
| Loos                   | Frankreich     | Kuhlmann France           |          | 38                          |         | 38      |            |
| Hrastnik               | Slowenien      | TKI Hrastnik              |          | 16                          |         | 16      |            |
| Leuna                  | Deutschland    | Leuna-Tenside             |          | 15                          |         | 15      |            |
| Hernani                | Spanien        | Electroquímica de Hernani |          | 30                          |         | 30      |            |
| West Thurrock          | Großbritannien | Industrial Chemicals Ltd  |          | 44                          |         | 44      |            |
| Bremanger              | Norwegen       | Elkem                     |          | 11                          |         | 11      |            |
| Fermoy                 | Irland         | MicroBio                  |          | 11                          |         | 11      |            |
| Thetford               | Großbritannien | Brenntag                  |          | 7                           |         | 7       |            |
|                        |                |                           |          |                             |         |         |            |

## Nordamerika
| Ort                         | Betreiber                | Kapazität Chlor (in 1000 t) | Verfahren |
| --------------------------- | ------------------------ | --------------------------- | --------- |
| Charleston, TN              | Olin                     |                             |           |
| Henderson, NV               | Olin                     |                             |           |
| McIntosh, AL                | Olin                     |                             |           |
| Niagara Falls, NY           | Olin                     |                             |           |
| St. Gabriel, LA             | Olin                     |                             |           |
| Bécancour, Québec, Kanada   | Olin                     |                             |           |
| Freeport, TX                | Olin (vorher Dow Mitsui) |                             |           |
| Plaquemine, LA              | Olin (vorher Dow)        |                             |           |
| Plaquemine, LA              | Axiall                   |                             | D         |
| Lake Charles, TX            | Axiall                   |                             | D, M      |
| Proctor, WV (Eagle Natrium) | Axiall                   |                             | D, Hg     |
| Longview, WA                | Axiall                   |                             | M         |
| Beauharnois, Québec, Kanada | Axiall                   |                             | M         |
| Ashtabula, Ohio             | ASHTA Chemicals          |                             | Hg        |
| Coatzacoalcos, Mexiko       | CYDSA                    |                             | Hg        |
| Monterrey, Mexiko           | CYDSA                    |                             | Hg        |

## Japan
Ausschließlich Membranverfahren:
| Ort                   | Firma                       | Kapazität Chlor (in 1000 t) |
| --------------------- | --------------------------- | --------------------------- |
| Tomakomai             | Hokkaido Soda               |                             |
| Sakata                | Tosoh                       |                             |
| Naoetsu               | Shin-Etsu                   |                             |
| Omi (Itoigawa)        | Denka                       |                             |
| Takaoka               | Nippon Sōda                 |                             |
| Iwaki                 | Kureha Chemical             |                             |
| Kashima               | Kashima Chlorine and Alkali |                             |
| Kashima               | Asahi Glass                 |                             |
| Chiba                 | Asahi Glass                 |                             |
| Kawasaki              | Shōwa Denkō                 |                             |
| Tsurumi (Yokohama)    | Toagosei                    |                             |
| Kambara               | Nippon Light Metal          |                             |
| Nagoya                | Toagosei                    |                             |
| Yokkaichi             | Tosoh                       |                             |
| Yokkaichi             | Ishihara Sangyo Kaisha      |                             |
| Wakayama              | Nankai Chemical             |                             |
| Amagasaki             | Osaka Soda                  |                             |
| Takasago              | Kaneka                      |                             |
| Mizushima (Kurashiki) | Osaka Soda                  |                             |
| Mizushima (Kurashiki) | Kanto Denka Kogyo           |                             |
| Tokushima             | Toagosei                    |                             |
| Ehime                 | Sumitomo Chemical           |                             |
| Matsuyama             | Osaka Soda                  |                             |
| Tokuyama              | Tokuyama                    |                             |
| Nan’yō                | Tosoh                       |                             |
| Kokura                | Osaka Soda                  |                             |
| Kurosaki (Kitakyūshū) | Mitsubishi Chemical         |                             |
| Ōmuta                 | Mitsui Chemicals            |                             |
| Atago (Kyōto)         | Asahi Kasei                 |                             |